# Bekertjärnen
Bekertjärnen är en sjö i Hagfors kommun i Värmland och ingår i Göta älvs huvudavrinningsområde. Sjön har en area på 0,0918 kvadratkilometer och ligger 257,9 meter över havet. Sjön avvattnas av vattendraget Basthöjdsälven.

## Delavrinningsområde
Bekertjärnen ingår i det delavrinningsområde (665424-139756) som SMHI kallar för Utloppet av Västra Sundsjön. Medelhöjden är 300 meter över havet och ytan är 14,09 kvadratkilometer. Det finns inga avrinningsområden uppströms utan avrinningsområdet är högsta punkten. Basthöjdsälven som avvattnar avrinningsområdet har biflödesordning 4, vilket innebär att vattnet flödar genom totalt 4 vattendrag innan det når havet efter 392 kilometer. Avrinningsområdet består mestadels av skog (67 procent) och sankmarker (12 procent). Avrinningsområdet har 1,07 kvadratkilometer vattenytor vilket ger det en sjöprocent på 7,6 procent.